# Reino (biologia)
O Reino é a categoria superior da classificação científica dos organismos introduzida por Lineu no século XVIII. 
Quando Carlos Lineu introduziu o sistema hierárquico de nomenclatura na biologia em 1735, o posto mais alto recebeu o nome de "reino" e foi seguido por quatro outras categorias principais: classe, ordem, gênero e espécie. Originalmente, Lineu considerou as coisas naturais no mundo divididas em dois reinos:
- Animalia - os "animais" (com movimento próprio)
- Plantae - as "plantas" (com movimento designado fototropismo)

Os reinos são subdivididos em filos (para o reino animal) ou divisões (para as plantas).
Quando se descobriu os organismos unicelulares, estes foram divididos entre os dois reinos de organismos vivos. As formas com movimento foram colocadas no filo Protozoa e as formas com pigmentos fotossintéticos na divisão Algae. As bactérias foram classificadas em várias divisões das plantas.
Com a falta de comunicação existente naquele tempo, certas espécies - por exemplo, a Euglena, que é verde e móvel - foram classificadas umas vezes como plantas, outras vezes como animais. Então, por sugestão de Ernst Haeckel, foi criado um terceiro reino de organismos vivos, o reino Protista para acomodar estas formas.
Herbert Copeland introduziu um quarto reino para as bactérias, que têm uma organização celular procariótica, enquanto que os organismos dos restantes três reinos são formados por organismos eucarióticos. Ele chamou este reino de Mychota, nome que foi mais tarde substituído por Monera (que significa formas primitivas).
Robert Whittaker incluiu os fungos no reino Fungi, ficando a haver três reinos para organismos multicelulares:
- Plantae - autotróficos - Reino das Plantas
- Fungi - saprófitos, - Reino dos fungos (como cogumelos, bolores etc.)
- Animalia - heterotróficos - Reino dos animais

e mais dois reinos para os organismos unicelulares ou coloniais:
- Protista - Reino das Algas Unicelulares e dos Protozoários, há ainda uma discussão para a criação do Reino Algae, para as algas.
- Monera - Reino das Bactérias e Cianobactérias (ou algas azuis)

OBS.: O Reino Fungi e Protista atualmente engloba seres tanto multicelulares quanto unicelulares.
Este sistema dos cinco reinos ainda é bastante usado na literatura científica.
Um outro sistema foi proposto para incluir os vírus, com seis reinos, divididos por quatro super-reinos e o grupo supremo, o Superdomínio Biota:
- Super-domínio: Biota - Todos os organismos vivos, sem nenhuma exceção.
  - Super-reino: Acytota - organismos acelulares (também chamado "império" ou domínio Aphanobionta)
    - Reino: Vírus - os vírus e agentes sub-virais

  - Super-reino: Bacteria - organismos sem núcleo celular organizado
    - Reino: Monera - as bactérias e arqueias

  - Super-reino: Archaea - as bactérias extremófilas, chamadas de arqueias
    - Reino: Monera - as bactérias e arqueias

  - Super-reino: Eukaryota - organismos com núcleo celular organizado
    - Reino: Fungi - os fungos
    - Reino: Plantae - as plantas "superiores"
    - Reino: Animalia - os animais
    - Reino: Protista - os protozoários e algas unicelulares e multicelulares

Recentemente, no entanto, novas investigações sobre a filogenia dos organismos levaram a um novo sistema de classificação, a cladística. A mais importante foi a descoberta de Carl Woese, em 1977, de que os procariotas compreendiam dois grupos distintos, a que ele chamou Eubacteria e Archaebacteria que foram denominadas mais tarde, por ele, como Bacteria e Archaea.
Esta descoberta levou ao sistema de classificação cladístico dos organismos em três Domínios, que se pretendia que fossem um substituto dos Reinos, mas que acabou por ser usado como um "super-reino" (se bem que ainda possa ser utilizada a proposta dos super-reinos, pois no reino Monera os domínios Bacteria e Archaea são sub-reinos).

## Evolução dos sistemas de classificação
O quadro abaixo mostra as relações entre estes sistemas de classificação:
| Linnaeus 1735 | Haeckel 1866 | Chatton 1925 | Copeland 1938 | Whittaker 1969 | Woese et al. 1977 | Woese et al. 1990 | Cavalier-Smith 1993 | Cavalier-Smith 1998 |
| ------------- | ------------ | ------------ | ------------- | -------------- | ----------------- | ----------------- | ------------------- | ------------------- |
| 2 reinos      | 3 reinos     | 2 impérios   | 4 reinos      | 5 reinos       | 6 reinos          | 3 domínios        | 8 reinos            | 6 reinos            |
| (não tratado) | Protista     | Prokaryota   | Monera        | Monera         | Eubacteria        | Bacteria          | Eubacteria          | Bacteria            |
| (não tratado) | Protista     | Prokaryota   | Monera        | Monera         | Archaebacteria    | Archaea           | Archaebacteria      | Bacteria            |
| (não tratado) | Protista     | Eukaryota    | Protoctista   | Protista       | Protista          | Eukarya           | Archezoa            | Protozoa            |
| (não tratado) | Protista     | Eukaryota    | Protoctista   | Protista       | Protista          | Eukarya           | Protozoa            | Protozoa            |
| (não tratado) | Protista     | Eukaryota    | Protoctista   | Protista       | Protista          | Eukarya           | Chromista           | Chromista           |
| Vegetabilia   | Plantae      | Eukaryota    | Plantae       | Plantae        | Plantae           | Eukarya           | Plantae             | Plantae             |
| Vegetabilia   | Plantae      | Eukaryota    | Plantae       | Fungi          | Fungi             | Eukarya           | Fungi               | Fungi               |
| Animalia      | Animalia     | Eukaryota    | Animalia      | Animalia       | Animalia          | Eukarya           | Animalia            | Animalia            |